# Hugo Bezdek
Hugo Francis Bezdek (Prága, Osztrák–Magyar Monarchia, 1884. április 1. – Atlantic City, New Jersey, 1952. szeptember 19.) cseh-amerikai amerikaifutball-játékos, valamint amerikaifutball-, baseball- és kosárlabdaedző.
Az egyetlen edző, aki alatt három csapat is (Oregon, Mare Island és Penn State) is kijutott a Rose Bowlra.

## Fiatalkora
Hugo Bezděk néven született Bohémia tartományban. Férfi felmenői mind sportolók voltak. Családja 1891-ben Clevelandbe vándorolt, ahol édesapja, James (született Vaclav) hentesként dolgozott, Hugo Bezdek pedig amerikai futballozott, baseballozott, bokszolt és kosárlabdázott.

## Pályafutása
A Chicago Maroons fullbackjeként játszott, majd 1906-ban az Oregon Webfoots edzőjeként foglalkoztatták, de egy év múlva az Arkansas Cardinals vezetőedzője lett. Egy győzelmet követő interjúban csapatát „egy csapat vaddisznónak” nevezte. 1909-es csapatát „a nyugat bajnokainak” hívták. Az 1917-es szezon közepétől 1919-ig a Major League Baseball-beli Pittsburgh Pirates toborzója, 1919-ben pedig vezérigazgatója volt.
1919 és 1923 között a Penn State Nittany Lions edzője volt, és megváltoztatta játéktaktikájukat; 1923-ban a csapat kijutott a Rose Bowlra. 1918 és 1936 között az egyesület atlétikai igazgatója, 1919-ben ideiglenes kosárlabdaedzője, 1930 és 1937 között pedig az atlétikai intézet igazgatója volt.
1937-ben, a csapat NFL-be lépését követően a Cleveland Rams vezetőedzője lett, de pályafutása három játékot követően, 1–13-as eredménnyel véget ért. Ő az egyetlen személy, aki NFL-csapat edzője és MLB-csapat vezérigazgatója is volt.
1954-ben a College Football Hall of Fame tagja lett.

## Eredményei amerikaifutball-vezetőedzőként

### Egyetemi
| Év                                         | Eredmény                    | Eredmény                    | Helyezés                    | Továbbjutás                 |
| Év                                         | Összesített                 | Konferencia                 | Helyezés                    | Továbbjutás                 |
| Oregon Webfoots (Független)                | Oregon Webfoots (Független) | Oregon Webfoots (Független) | Oregon Webfoots (Független) | Oregon Webfoots (Független) |
| ------------------------------------------ | --------------------------- | --------------------------- | --------------------------- | --------------------------- |
| 1906                                       | 5–0–1                       | –                           | –                           | –                           |
| Arkansas Cardinals/Razorback (Független)   |                             |                             |                             |                             |
| 1908                                       | 5–4                         | –                           | –                           | –                           |
| 1909                                       | 7–0                         | –                           | –                           | –                           |
| 1910                                       | 7–1                         | –                           | –                           | –                           |
| 1911                                       | 6–2–1                       | –                           | –                           | –                           |
| 1912                                       | 4–6                         | –                           | –                           | –                           |
| Arkansas:                                  | 29–13–1                     | –                           | –                           | –                           |
| Oregon Webfoots (Független)                |                             |                             |                             |                             |
| 1913                                       | 3–3–1                       | –                           | –                           | –                           |
| 1914                                       | 4–2–1                       | –                           | –                           | –                           |
| 1915                                       | 7–2                         | –                           | –                           | –                           |
| Oregon Webfoots (Pacific Coast Conference) |                             |                             |                             |                             |
| 1916                                       | 7–0–1                       | 2–0–1                       | 2.                          | Rose Bowl                   |
| 1917                                       | 4–3                         | 1–2                         | 4.                          | –                           |
| Oregon:                                    | 30–10–4                     | 3–2–1                       | –                           | –                           |
| Mare Island Marines (Független)            |                             |                             |                             |                             |
| 1917                                       | 1–0                         | –                           | –                           | Rose Bowl                   |
| Mare Island:                               | 1–0                         | –                           | –                           | –                           |
| Penn State Nittany Lions (Független)       |                             |                             |                             |                             |
| 1918                                       | 1–2–1                       | –                           | –                           | –                           |
| 1919                                       | 7–1                         | –                           | –                           | –                           |
| 1920                                       | 7–0–2                       | –                           | –                           | –                           |
| 1921                                       | 8–0–2                       | –                           | –                           | –                           |
| 1922                                       | 6–4–1                       | –                           | –                           | Rose Bowl                   |
| 1923                                       | 6–2–1                       | –                           | –                           | –                           |
| 1924                                       | 6–3–1                       | –                           | –                           | –                           |
| 1925                                       | 4–4–1                       | –                           | –                           | –                           |
| 1926                                       | 5–4                         | –                           | –                           | –                           |
| 1927                                       | 6–2–1                       | –                           | –                           | –                           |
| 1928                                       | 3–5–1                       | –                           | –                           | –                           |
| 1929                                       | 6–3                         | –                           | –                           | –                           |
| Penn State:                                | 65–30–11                    | –                           | –                           | –                           |
| Delaware Valley Aggies (Független)         |                             |                             |                             |                             |
| 1949                                       | 2–5                         | –                           | –                           | –                           |
| Delaware Valley:                           | 2–5                         | –                           | –                           | –                           |
| Összesen:                                  | 127–58–16                   | –                           | –                           | –                           |

### Profi
| Év        | Csapat         | GY | V  | %    | Helyezés         |
| --------- | -------------- | -- | -- | ---- | ---------------- |
| 1937      | Cleveland Rams | 1  | 10 | .091 | 5. (NFL Western) |
| 1938      | Cleveland Rams | 0  | 3  | .000 | 4. (NFL Western  |
| Összesen: | Összesen:      | 1  | 13 | .071 | –                |

## Fordítás
- Ez a szócikk részben vagy egészben  a   Hugo Bezdek című angol Wikipédia-szócikk ezen változatának fordításán alapul.  Az eredeti cikk szerkesztőit annak laptörténete sorolja fel. Ez a jelzés csupán a megfogalmazás eredetét és a szerzői jogokat jelzi, nem szolgál a cikkben szereplő információk forrásmegjelöléseként.